# الاشتراكية ذات الخصائص الصينية
الاشتراكية بخصائص صينية هو مصطلح جامع لمجموعة من النظريات والسياسات يرى مؤيدوها أنها تطبيق للماركسية اللينينية بما يتلائم مع الظروف الصينية خلال فترات زمنية معينة. ومن هذا المنظور، يمكن القول أن ما يطلق عليه فكر شي جين بينج هو تطبيق للماركسية اللينينية في الظروف الحالية للصين، بينما كان فكر دينج شياو بينج مناسبًا للظروف الصينية في ثمانينيات القرن العشرين. دخلت عبارة الاشتراكية ذات الخصائص الصينية حيز الاستخدام العام في عهد دينج شياو بينج لتصف عملية التحول في السياسات الاقتصادية الصينية حيث أدخلت السلطات عناصر من اقتصاد السوق بهدف دعم النمو باستخدام الاستثمار الأجنبي وزيادة الإنتاج (خاصة في الريف الصيني حيث كان 80% من سكان البلاد يعيشون) بينما حافظ الحزب الشيوعي الصيني على التزامه بتحقيق الشيوعية واحتكاره للسلطة السياسية. نصت النظرية على أن الصين كانت في المرحلة الابتدائية للاشتراكية بسبب مستوى الثروة المادية المنخفض نسبيًّا فيها، ولذلك تحتاج إلى مزيد من النمو الاقتصادي قبل أن تسعى إلى تحقيق اشتراكية أكثر مساواة، ستقود في النهاية إلى مجتمع شيوعي كما تنص عليه الأدبيات الماركسية الأصولية.
حتى عهد الرئيس الحالي للصين، شي چين بينج، تستمر الإشارة لمفهوم الاشتراكية ذات الخصائص الصينية في وثائق ومنشورات الحزب الشيوعي الصيني.

## المرحلة الأولية للاشتراكية

### خلال عصر ماو
كان مفهوم المرحلة الأولية للاشتراكية موجودًا قبل بدء الصين بالإصلاحات الاقتصادية. في أوائل الخمسينيات من القرن الماضي، أثار الاقتصاديون يو قوانغيوان، وشوي موكياو، وسون يفانغ مسألة التحول الاشتراكي. كان اقتصاد الصين منخفض القوة الإنتاجية وقتها، وكان يمر بفترة انتقالية. أيد ماو تسي تونغ ذلك لفترة وجيزة حتى عام 1957. عند مناقشة ضرورة علاقات السلع في مؤتمر تشنغتشو الأول (2-10 نوفمبر 1958) قال ماو، الذي كان رئيس اللجنة المركزية للحزب الشيوعي الصيني إن الصين كانت في «المرحلة الأولى من الاشتراكية». ومع ذلك، لم يشرح ماو الفكرة مطلقًا وترك ذلك لخلفائه.

### بعد وفاة ماو تسي تونغ
في 5 مايو 1978، تناول مقال «تفعيل المبدأ الاشتراكي للتوزيع حسب العمل» (贯彻 执行 按劳分配 的 社会主义 原则) بالتفصيل فكرة أن الصين ما تزال في المرحلة الأولى للوصول إلى الشيوعية النقية، وأنها ليست مجتمعًا اشتراكيًا حقيقيًا. كتب المقال أعضاء في مكتب البحوث السياسية في مجلس الدولة بقيادة الخبير الاقتصادي يو قوانغيوان بناء على أوامر من دينغ شياو بينغ من أجل «انتقاد ورفض» معتقدات اليسار الشيوعي. بعد قراءته، كتب دينغ نفسه مذكرة موجزة قال فيها إنها «مكتوبة جيدًا، وتوضح أن طبيعة التوزيع حسب العمل ليست رأسمالية، ولكنها اشتراكية [...] ولتنفيذ هذا المبدأ، يوجد الكثير من الأشياء التي يتعين القيام بها، والمؤسسات التي يتعين إحياءها. وإجمالًا، يجب أن يعطينا ذلك الحوافز لأداء عمل أفضل». عاد المصطلح إلى الظهور في الجلسة العامة السادسة للجنة المركزية الحادية عشرة في 27 يونيو 1981 في وثيقة «قرار بشأن بعض المسائل في تاريخ حزبنا منذ تأسيس جمهورية الصين الشعبية». استخدم هو ياو بانغ الأمين العام للحزب الشيوعي الصيني المصطلح في تقريره إلى المؤتمر الوطني الثاني عشر في 1 سبتمبر 1982. لم يُستخدم المصطلح في الدفاع عن الإصلاحات الاقتصادية التي أُدخلَت إلا بعد «القرار المتعلق بالمبدأ التوجيهي في بناء الحضارة الروحانية الاشتراكية» في الجلسة العامة السادسة للجنة المركزية الثانية عشرة.
في المؤتمر الوطني الثالث عشر، قدم الأمين العام بالنيابة تشاو تسييانغ بالنيابة عن اللجنة المركزية الثانية عشر تقريرًا بعنوان «تقدم على طريق الاشتراكية ذات الخصائص الصينية». كتب أن الصين كانت مجتمعًا اشتراكيًا، ولكن كانت الاشتراكية في الصين في مرحلتها الأولية، نتيجة ضعف تطور قوى الإنتاج في البلاد. خلال هذه المرحلة من التنمية، أوصى جاو بإدخال اقتصاد سلعي مخطط على أساس الملكية العامة. وفقًا لتشاو، كان الفشل الرئيسي لليمين الشيوعي هو أنهم فشلوا في الاعتراف بأن الصين قادرة على الوصول إلى الاشتراكية من خلال تجاوز الرأسمالية. والفشل الرئيسي لليسار الشيوعي هو أنهم اتخذوا «الموقف الطوباوي» بأن الصين قادرة على تجاوز المرحلة الأولية من الاشتراكية التي يجب فيها تحديث القوى المنتجة.
في 5 أكتوبر 1987، نشر يو قوانغيوان، المؤلف الرئيسي لهذا المفهوم، مقالًا بعنوان «الاقتصاد في المرحلة الأولية للاشتراكية» وتكهن بأن هذه المرحلة التاريخية ستستمر لمدة عقدين وربما لفترة أطول. يمثل ذلك بحسب إيان ويلسون «ضربة قوية على التوقعات التي أثيرت خلال أوائل السبعينيات، عندما كان مقياس الأجور القديم المكون من ثماني درجات مضغوطًا إلى ثلاثة مستويات فقط وكان يُفترض أن يكون نظام التوزيع الأكثر عدلًا هدفًا وطنيًا مهمًا». في 25 أكتوبر، أوضح تشاو مفهوم المرحلة الأولية للاشتراكية وقال إن خط الحزب يجب أن يتبع «مركز واحد، ونقطتان أساسيتان». كان التركيز الرئيسي للدولة الصينية هو التنمية الاقتصادية، ولكن يجب أن يتزامن ذلك مع السيطرة السياسية المركزية (أي المبادئ الأساسية الأربعة) ودعم سياسة الإصلاح والانفتاح.
قدم الأمين العام جيانغ زيمين مزيدًا من التفاصيل حول المفهوم بعد عشر سنوات، أولًا خلال خطاب ألقاه أمام مدرسة الحزب المركزية في 29 مايو 1997، ومرة أخرى في تقريره إلى المؤتمر الوطني الخامس عشر في 12 سبتمبر. وفقا لجيانغ، حللت الجلسة الكاملة الثالثة للجنة المركزية الحادية عشرة وصاغت برنامج صحيح علميًا للمشاكل التي تواجه الصين والاشتراكية بشكل صحيح. على حد تعبير جيانغ، كانت المرحلة الأولية للاشتراكية «مرحلة غير متطورة». المهمة الأساسية للاشتراكية هي تطوير القوى المنتجة، لذلك يجب أن يكون الهدف الرئيسي خلال المرحلة الأولية هو زيادة تطوير القوى المنتجة الوطنية. التناقض الأساسي في المجتمع الصيني خلال المرحلة الأولية للاشتراكية هو «تنامي الاحتياجات المادية والثقافية للشعب وتخلف الإنتاج». سيبقى هذا التناقض حتى تكمل الصين عملية المرحلة الأولية للاشتراكية، ومن أجل ذلك، يجب أن تبقى التنمية الاقتصادية هي المحور الرئيسي للحزب خلال هذه المرحلة.
أوضح جيانغ ثلاث نقاط لتطوير المرحلة الأولية للاشتراكية. الأولى: تطوير اقتصاد اشتراكي بخصائص صينية، أي تطوير الاقتصاد من خلال تحرير وتحديث قوى الإنتاج مع تطوير اقتصاد السوق. والثانية: بناء سياسات اشتراكية بخصائص صينية، أي «إدارة شؤون الدولة وفقًا للقانون»، وتطوير الديمقراطية الاشتراكية في ظل الحزب وجعل «الشعب هم سادة البلاد».  النقطة الثالثة: بناء ثقافة اشتراكية بخصائص صينية، أي تحويل الماركسية إلى دليل لتدريب الناس لمنحهم «مُثلًا عليا، ونزاهة أخلاقية، وتعليمًا جيدًا، وإحساسًا قويًا بالانضباط، وتطوير ثقافة علمية وطنية اشتراكية شعبية موجهة نحو التحديث والعالم والمستقبل».
عندما سُئل عن المدة التي ستستغرقها المرحلة الأولية من الاشتراكية، أجاب تشاو «سيمر على الأقل 100 عام [...] قبل تحقيق التحديث الاشتراكي». ينص دستور الدولة على: «ستبقى الصين في المرحلة الأولية للاشتراكية لفترة طويلة قادمة». اعتقد جيانغ وتشاو أن الأمر سيستغرق 100 عام على الأقل للوصول إلى مرحلة أكثر تقدمًا.

## استشهادات
1. ↑  "خلفية : فكر شي جين بينغ حول الاشتراكية ذات الخصائص الصينية لعصر جديد". وكالة أنباء شينخوا. 17 مارس 2018. مؤرشف من الأصل في 2019-03-10. اطلع عليه بتاريخ 2020-02-02.
2. ↑  Li 1995، صفحة 400.
3. ↑  He 2001، صفحة 385.
4. ↑  He 2001، صفحات 385–386.
5. ↑  Li 1995، صفحة 399.
6. ↑  He 2001، صفحة 386.
7. ↑  Schram 1989، صفحة 204.
8. ↑  He 2001، صفحة 387.
9. ↑  Vogel 2011، صفحة 589.